# Sabina Stenka-Szymańska
Sabina Stenka-Szymańska (ur. 28 sierpnia 1985 r. w Szczecinie) – polska niepełnosprawna lekkoatletka specjalizująca się w konkurencjach biegowych, wicemistrzyni Europy. Występuje w klasyfikacji T20.

## Życiorys
Sabina początkowo grała w koszykówkę, ale ta gra okazja się za szybka, więc jej trener przebranżowił ją na lekkoatletykę.
W 2016 roku wzięła udział na igrzyskach paraolimpijskich w Rio de Janeiro. W finale biegu na 400 metrów (T20) zajęła piąte miejsce.

## Wyniki
| Rok  | Zawody                   | Miejscowość    | Konkurencja               | Wynik | Pozycja    |
| ---- | ------------------------ | -------------- | ------------------------- | ----- | ---------- |
| 2016 | Mistrzostwa Europy       | Grosseto       | Bieg na 400 metrów (T20)  | 59,52 | 2. miejsce |
| 2016 | Mistrzostwa Europy       | Grosseto       | Bieg na 1500 metrów (T20) | DNF   | DNF        |
| 2016 | Igrzyska paraolimpijskie | Rio de Janeiro | Bieg na 400 metrów (T20)  | 59,27 | 5. miejsce |
| 2016 | Igrzyska paraolimpijskie | Rio de Janeiro | Bieg na 1500 metrów (T20) | DNS   | DNS        |
| 2018 | Mistrzostwa Europy       | Berlin         | Bieg na 400 metrów (T20)  | 59,86 | 4. miejsce |
| 2019 | Mistrzostwa świata       | Dubaj          | Bieg na 400 metrów (T20)  | 59,98 | 5. miejsce |